# 小尚普蘭街
小尚普蘭街（法語：Petit Champlain）是位於加拿大魁北克市的一個地區，位於魁北克舊城區，是北美歷史最古老的商業區。小尚普蘭街還擁有魁北克歷史最古老的階梯。

## 外部連結
- Official site （页面存档备份，存于）